# Ordobrevia gotoi
Ordobrevia gotoi is een keversoort uit de familie beekkevers (Elmidae). De wetenschappelijke naam van de soort werd in 1959 gepubliceerd door Nomura.